# Program Study Tours to Poland
Study Tours to Poland – program, działający od 2004 roku, w ramach którego są realizowane wizyty studyjne dla studentów i profesjonalistów z krajów Europy Wschodniej i Azji Centralnej. Wizyty dotyczą wymiany doświadczeń w zakresie przemian demokratycznych i wolnorynkowych, budowania państwa prawa, wzmacniania społeczności lokalnych i inicjatyw obywatelskich.
Program obejmuje:
- spotkania z liderami życia publicznego;
- wizyty i dyskusje w urzędach i instytucjach publicznych;
- poznanie kultury i historii Polski oraz specyfikę każdego z regionów;
- wizyty w redakcjach gazet lub rozgłośni radiowych i telewizyjnych, spotkania z dziennikarzami;
- prezentacje innowacji w biznesie i aktywności gospodarczej[2].

Wizyty studyjne dla studentów są realizowane we współpracy z polskimi organizacjami pozarządowymi. Rekrutacja organizatorów wizyt studenckich Programu Study Tours to Poland odbywa się raz w roku, w trybie konkursowym, na przełomie grudnia i stycznia. Studenci zapraszani są z 4 krajów Europy Wschodniej: Białorusi, Mołdawii, Rosji i Ukrainy.
W ramach Programu studenci odwiedzają następujące miasta: Białystok, Gdańsk, Gdynia, Kraków, Lublin, Łódź, Nowy Sącz, Olsztyn, Poznań, Szczecin, Świętochłowice, Toruń, Warszawa i Wrocław.
Wizyty studyjne dla profesjonalistów są organizowane dla przedstawicieli samorządów lokalnych, administracji rządowej, centralnych instytucji państwowych, organizacji pozarządowych, mediów, edukacji oraz innych grup zawodowych z Europy Wschodniej, a także krajów Kaukazu Południowego i Azji Centralnej.
Łącznie w latach 2004-2018 w wizytach studyjnych uczestniczyło 8977 osób, w tym studenci reprezentujący różne środowiska. Corocznie Polskę odwiedza ponad 300 profesjonalistów i ponad 200 studentów.
Od 2017 r. administratorem Programu Study Tours to Poland jest Fundacja Liderzy Przemian. Program dla studentów współrealizowany jest przez Fundację Borussia z Olsztyna. Program finansowany jest ze środków Polsko-Amerykańskiej Fundacji Wolności.